# Bray
Bray (irsky Bré) je město ve východní části Irska, v hrabství Wicklow. V roce 2006 zde žilo 31 901 obyvatel. Zároveň se jedná o nejlidnatějším město hrabství a 9. nejlidnatější město státu. Je součástí dublinské aglomerace.

## Poloha
Bray je přístavní město na pobřeží Irského moře, leží 20 kilometrů jihovýchodně od centra Dublinu na řece Dargle. Severní hranice města je zároveň hranicí s hrabstvím Dublin. Bray je také známou turistickou destinací s pobřežní promenádou, která je na jihu zakončena útesem Bray Head.

## Doprava
Bray se nachází na křižovatce cest N11, R117, R119, R761, R766, R767 a R768, západně od města začíná dálnice M11. Město dále leží na hlavní železniční trati Dublin – Wexford – Rosslare Harbour a je napojeno na dublinskou rychlodráhu DART.

## Pamětihodnosti
- budova starého soudu
- bývalá radnice
- kostel sv. Pavla
- starý přístav.

## Zajímavosti
Ve městě stojí filmové ateliéry Ardmore Studios, kde se natáčely filmy jako Statečné srdce či Snídaně na Plutu.
Narodil se zde profesionální wrestler Finn Balór.
Asi kilometr jihovýchodně od města se nachází nejstarší keška v Evropě.

## Partnerská města
Bray je partnerským městem :
- Würzburg, Bavorsko, Německo (od 1. listopadu 1999)
- Bègles v départementu Gironde, Francie
- Dublin, Kalifornie, Spojené státy americké